# DeSoto (Texas)
DeSoto é uma cidade localizada no estado norte-americano do Texas, no Condado de Dallas.

## Demografia
Segundo o censo norte-americano de 2000, a sua população era de 37.646 habitantes.
Em 2006, foi estimada uma população de 45.954, um aumento de 8308 (22.1%).

## Geografia
De acordo com o United States Census Bureau tem uma área de 55,9 km², dos quais 55,9 km² cobertos por terra e 0,0 km² cobertos por água.

## Localidades na vizinhança
O diagrama seguinte representa as localidades num raio de 12 km ao redor de DeSoto.